# Hagaspåret

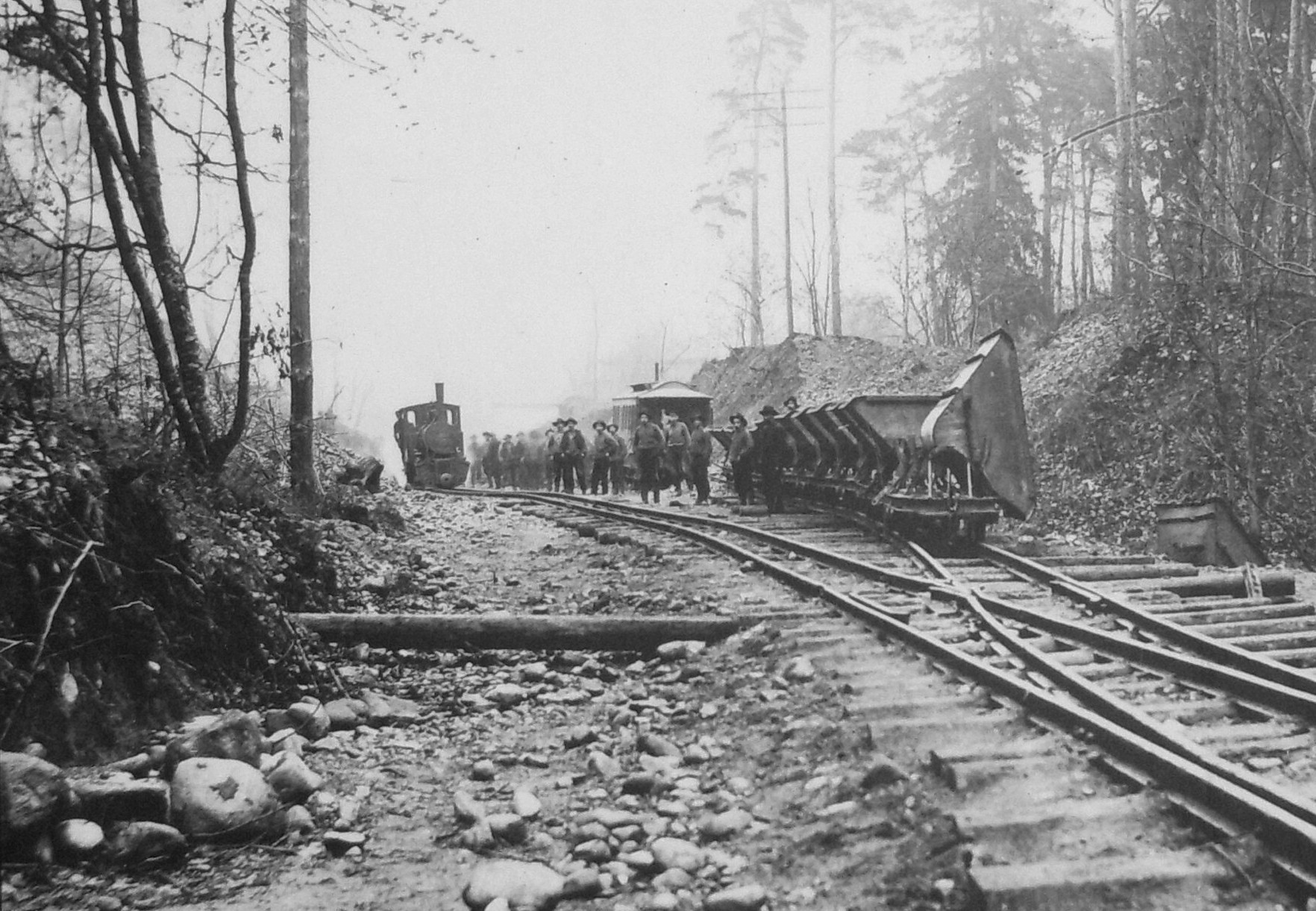
Hagaspåret kring 1910.

Hagaspåret (Hagaparkens industrispårväg) var en spårvägslinje som fanns i början på 1910-talet i Hagaparken, Solna kommun. Stickspåret gick mellan Haga brygga vid Brunnsviken och Haga norra grindar vid Uppsalavägen där den anslöt till spårvägen mot Råsunda municipalsamhälle och Sundbybergs köping.

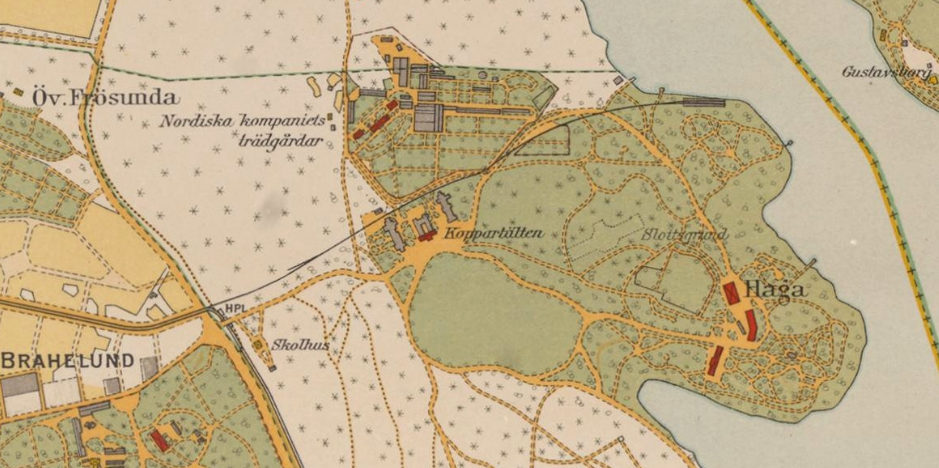
Hagaspåret på en karta från 1920-talet.

När de nya stadsdelarna Råsunda och Sundbyberg uppfördes i början av 1900-talet behövdes stora mängder tegel och annat byggnadsmaterial. Med industrispårvägen, som var inlagd i stadsplanen, kunde material hämtas vid Haga brygga där det anlände med båt. Här lastades det om på vagnar för vidare transport till byggplatserna. Vagnarna drogs av ett ångdrivet industrilok. Spåret gick från bryggan upp mot baksidan av Koppartälten, förbi Övre Haga och till grinden vid Uppsalavägen, som då hade en något annorlunda sträckning än idag. 
Efter tio års användning lades Hagaspåret ner och banvallen jämnades ut. Idag syns fortfarande en liten del av banvallen närmast Haga båtklubb och diket efter sträckningen mot Koppartälten. Intill den gamla spårvägsbanken finns även rester av en stensatt brunn (numera inhägnad med staket) som användes för att tanka loket med vatten.

## Hagaspårets rester idag

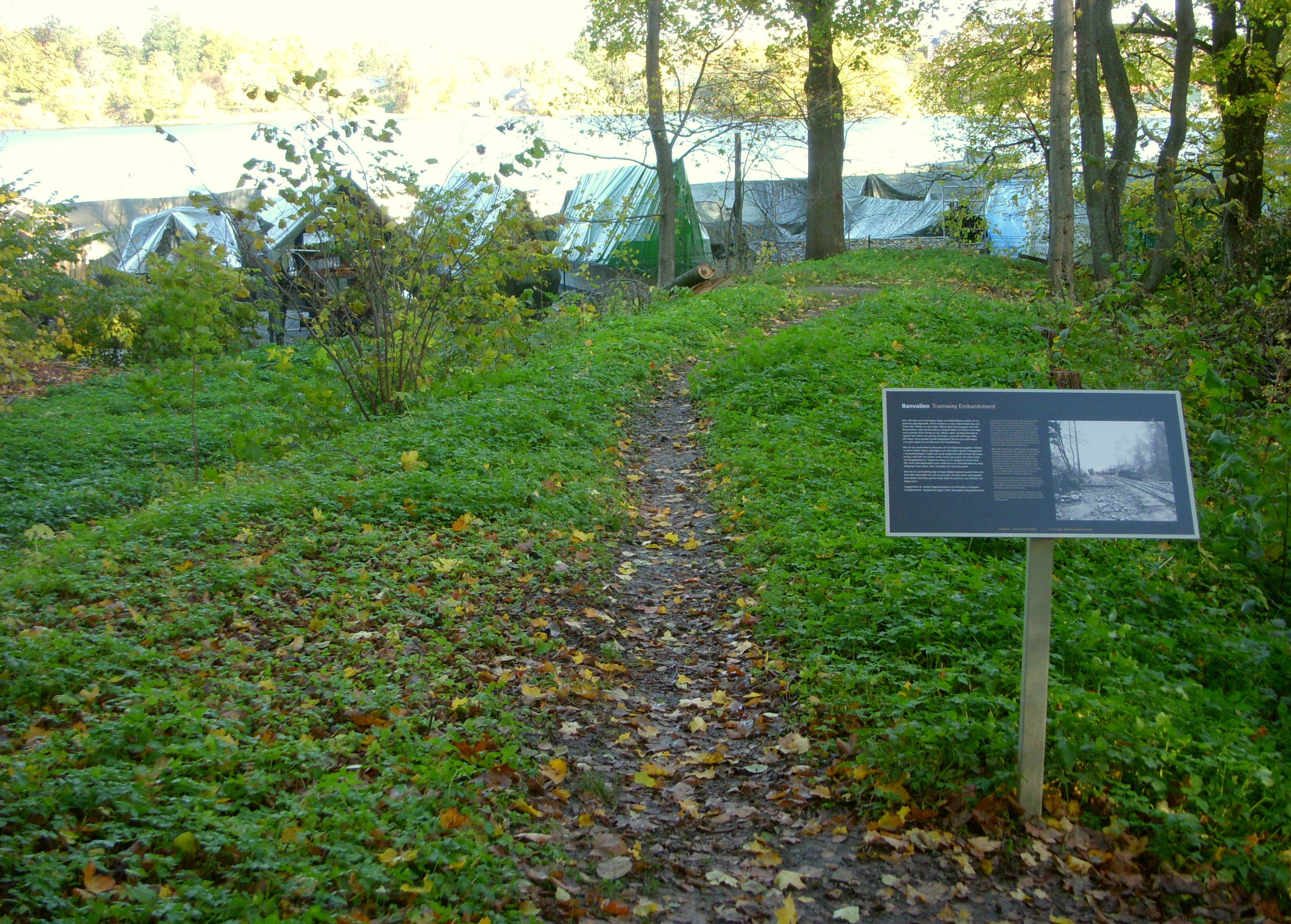
Banvallen vid Haga båtklubb
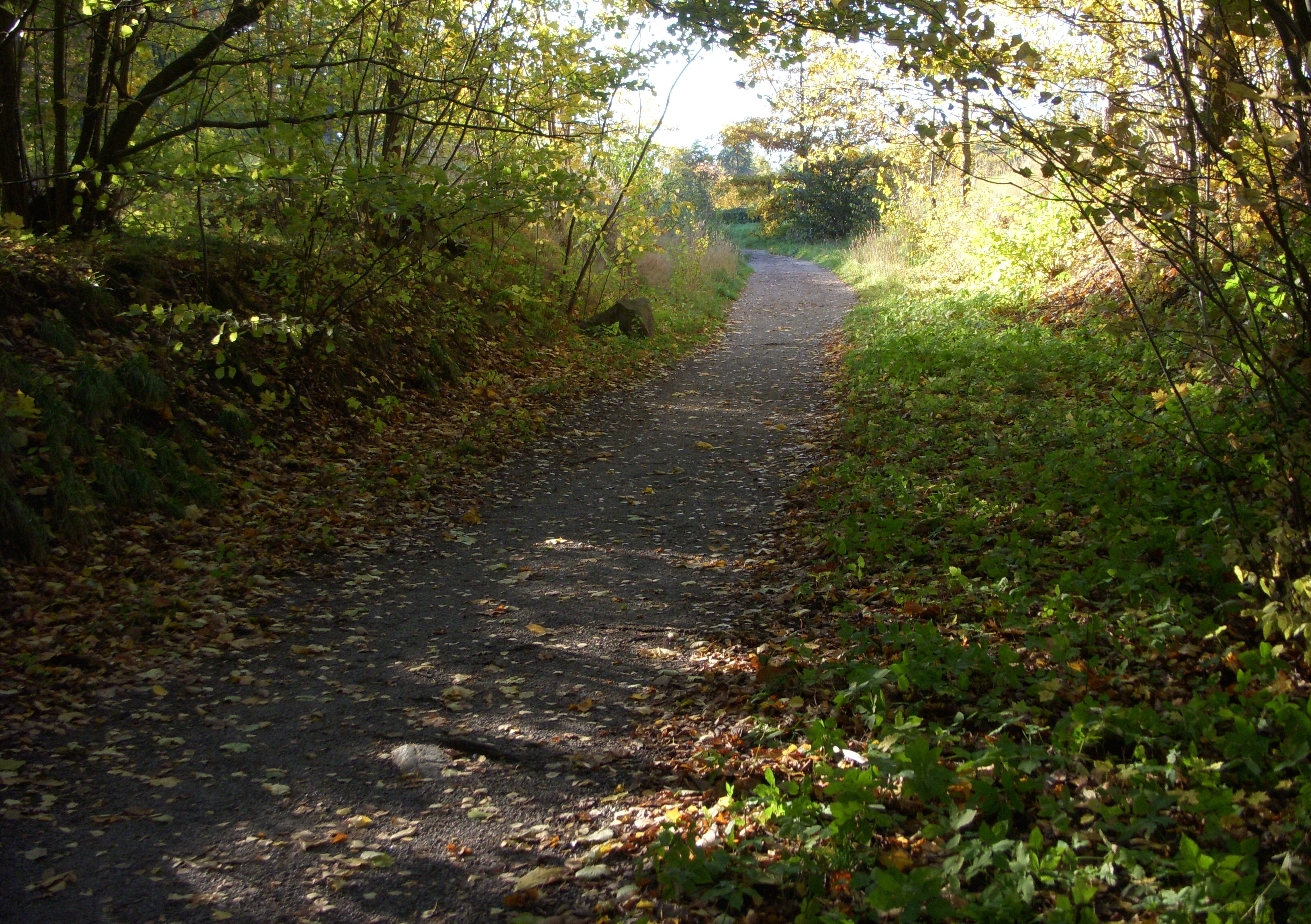
Diket efter banan mot väst
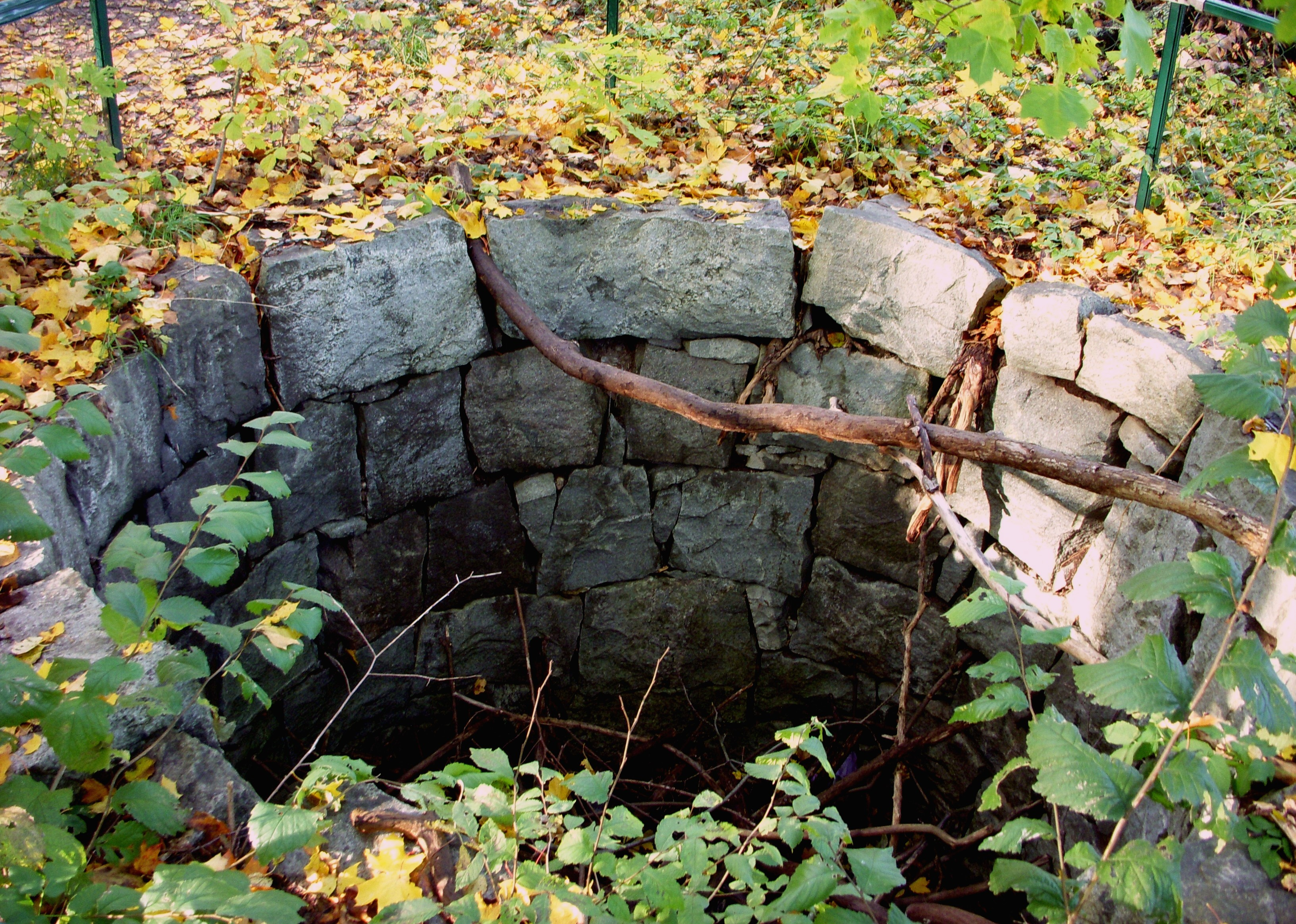
Brunnen vid banvallen